# Rotvanga
Der Rotvanga (Schetba rufa) ist ein Sperlingsvogel in der Familie der Vangawürger (Vangidae).
Das Artepitheton kommt von lateinisch rufus ‚rot, rotbraun‘.

## Merkmale

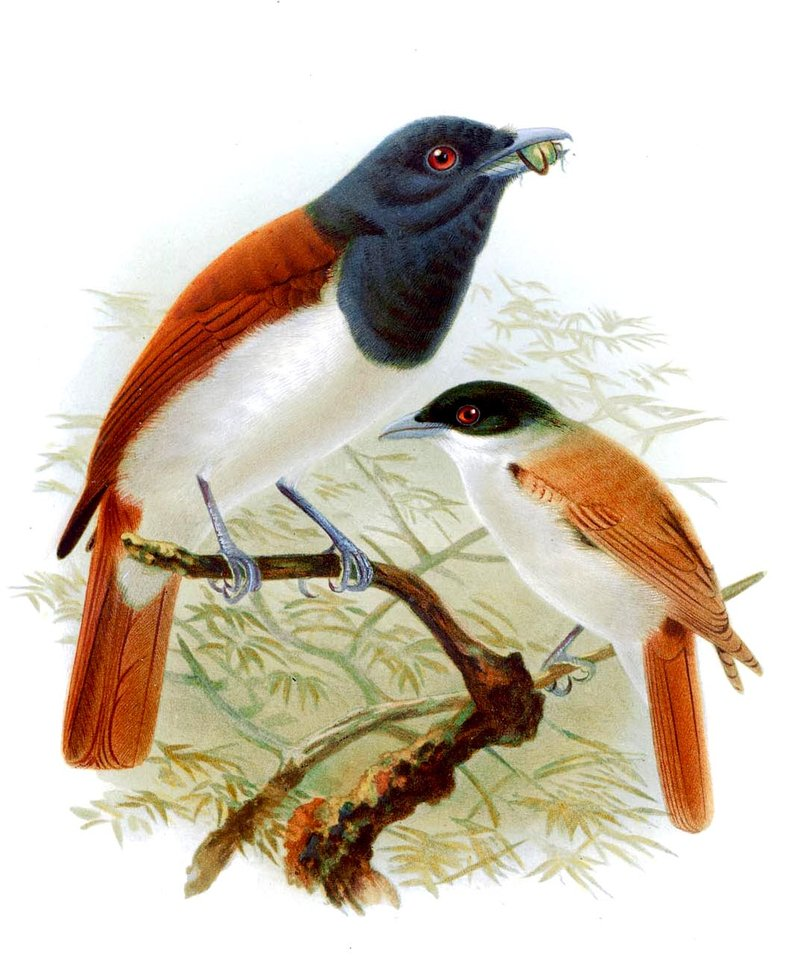
Rotvangas, Illustration

Der Rotvanga ist ein 20 cm großer und 30–44 g schwerer Vangawürger mit kräftigem, breitem Schnabel.
Rücken und Schwanzoberseite sind rot, die Unterseite weiß, die Beine hellgrau. Beim Männchen sind Kopf, Kehle einschließlich Nacken und Brust leicht bläulich schimmernd schwarz, beim Weibchen nur die Kopfoberseite, der Nacken mit breitem grauen Band, die Kehle ist weiß.

## Verhalten
Rotvangas treten meistens einzeln oder in Familiengruppen auf, suchen ausgiebig im Unterholz oder auf dem Boden nach großen  Insekten, Käfern, Würmern und kleinen Wirbeltieren.

## Verbreitung und Lebensraum
Der Rotvanga gehört zur monotypischen Gattung Schetba und ist in Madagaskar endemisch.
Er ist im tropischen und subtropischen Trockenwald und Tieflandwald bis etwa 800 m anzutreffen.

## Geografische Variation
Es werden folgende Unterarten anerkannt:
- S. r. occidentalis Delacour, 1931 im Westen des Landes mit etwas längerem Schnabel.
- S. r. rufa (Linnaeus, 1766), Nominatform im Norden und Osten Madagaskars.

## Gefährdungssituation
Der Bestand gilt als nicht gefährdet (Least Concern).